# 加美站

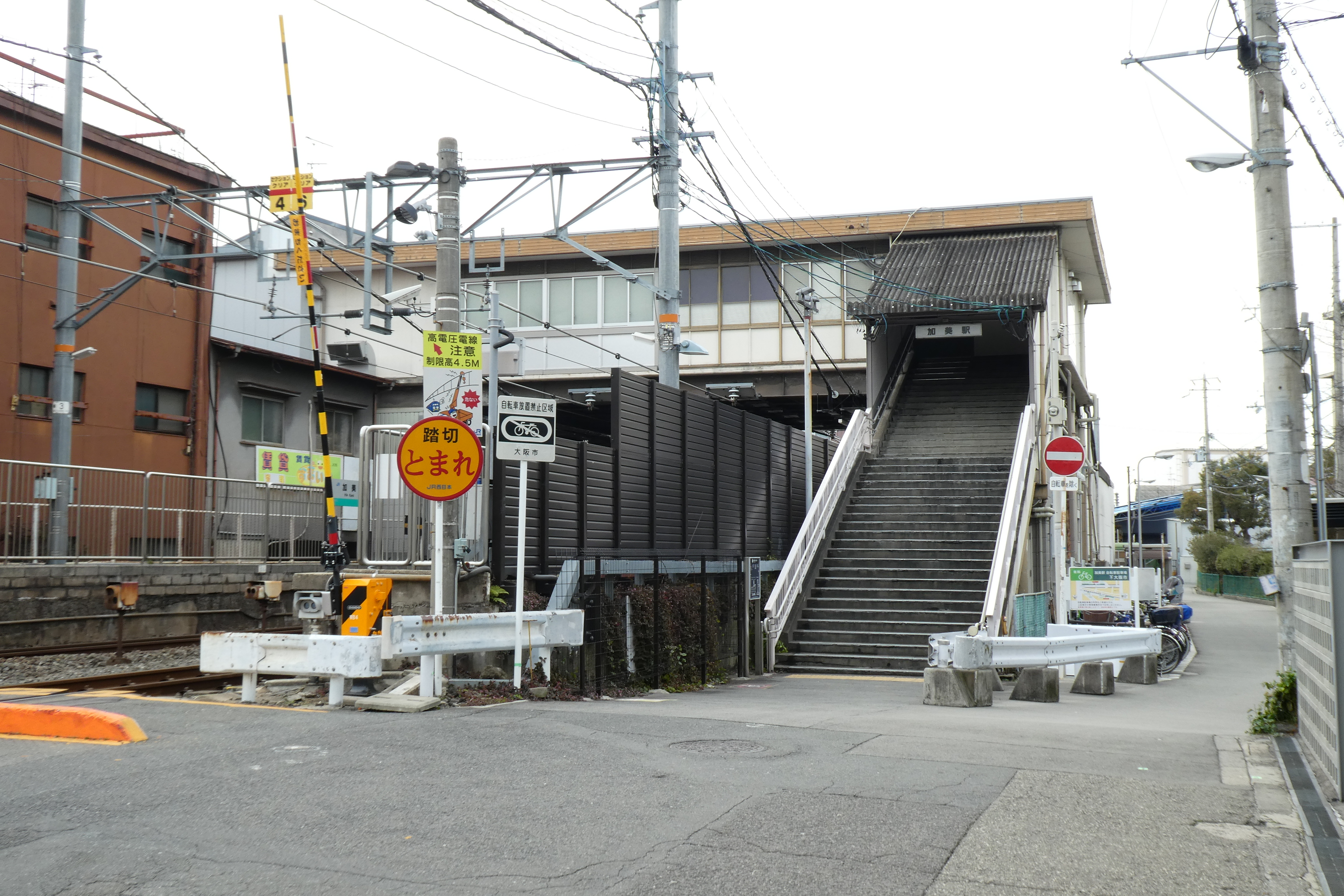
北口（2020年1月）

加美站（日语：／ Kami eki */?）位于大阪市平野区，是西日本旅客铁道（JR西日本）關西本線的鐵路車站。

## 历史
- 1909年
  - 4月1日 - 作为铁道院蒸汽动车专用乘降所开业。
  - 10月12日 - 线路名称制定，成为关西本线车站。
- 1987年4月1日 - 国铁分割民营化后成为JR西日本车站。百济站被日本货物铁道接管。
- 1988年3月13日 - 线路爱称大和路线开始使用。
- 2003年11月1日 - 支持使用ICOCA[2]。
- 2009年10月4日 - 大阪环状、大和路线运行管理系统开始使用。
- 2015年11月28日 - 车站直梯投入使用。
- 2016年1月13日 - 无障碍改造完成。
- 2018年
  - 3月12日 - 开始使用车站编号[3]。
  - 11月30日 - 绿色窗口停止营业。
  - 12月1日 - 绿色自动售票机开始使用。

## 车站结构
本站為侧式站台2台2线地上车站，站內設有跨线式站房。本站是由八尾站管理的直营站，在特定都区市内制度下屬於“大阪市内”的車站。此站支持使用ICOCA.

### 站台
| 站台 | 路线     | 方向 | 目的地                   | 参考  |
| ---- | -------- | ---- | ------------------------ | ----- |
| 1    | 大和路線 | 上行 | 王寺、奈良方向           | [ 4 ] |
| 2    | 大和路線 | 下行 | 天王寺、JR難波、大阪方向 | [ 4 ] |

## 使用情况
自2008年以来，受东北方100m左右的新加美站影响，乘车人数持续减少。
根据《大阪府统计年鉴》，2017年日均乘车人数9,111。
| 年度   | 1日平均 乘车人数 |
| ------ | ---------------- |
| 1997年 | 11,428           |
| 1998年 | 11,279           |
| 1999年 | 11,096           |
| 2000年 | 11,141           |
| 2001年 | 10,965           |
| 2002年 | 10,681           |
| 2003年 | 10,733           |
| 2004年 | 10,678           |
| 2005年 | 10,533           |
| 2006年 | 10,521           |
| 2007年 | 10,403           |
| 2008年 | 9,457            |
| 2009年 | 9,127            |
| 2010年 | 9,146            |
| 2011年 | 9,096            |
| 2012年 | 9,169            |
| 2013年 | 9,199            |
| 2014年 | 8,816            |
| 2015年 | 8,854            |
| 2016年 | 9,011            |
| 2017年 | 9,111            |

## 相鄰車站
西日本旅客鐵道
 大和路線（關西本線）
■大和路快速、■快速、■区間快速
通过
■普通
久寶寺（JR-Q24）－加美（JR-Q23）－平野（JR-Q22）

## 外部連結
- 加美｜車站資訊：JR出門網 - 西日本旅客鐵道